# Badrinath-Tempel

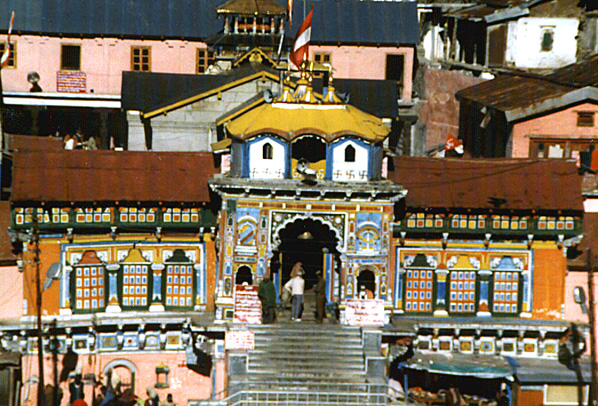
Badrinath-Tempel

Der Badrinath-Tempel (Hindi: बद्रीनाथ मंदिर), auch Badrinarayan-Tempel ist ein hinduistischer Tempel im Bergdorf Badrinath, das im Bundesstaat Uttarakhand in Indien liegt. Der Tempel ist einer der heiligsten Tempel der Hindus. Er liegt am Rand des Alaknanda-Flusses. Der Tempel ist einer von 108 Tempeln, die dem Gott Vishnu geweiht sind. Der Badrinath-Tempel gehört zum hinduistischen Pilgerweg Chota Char Dham sowie zum hinduistischen Pilgerweg Char Dham. Der Tempel wurde im 9. Jahrhundert gebaut. Auf Grund der Wetterbedingungen im Himalya-Gebirge ist der Tempel nur 6 Monate (April–November) im Jahr geöffnet.

## Beschreibung
Der Badrinath-Tempel ist ca. 15 m hoch und hat eine golden verzierte Kuppel. Das Gebäude ist aus Stein, während die Fenster aus Holz sind. Eine große Steintreppe führt zum hölzernen Eingangstor. Die Außenwände sind typischerweise bunt bemalt. Im Inneren sind Zeichnungen an den Wänden zu finden. Der Eingang führt in eine große Halle, die zum Hauptschrein führt. Der Baustil entspricht dem eines buddhistischen Tempels.
Unterhalb des Tempels befindet sich die Tapt Kund Quelle, die für medizinische Zwecke von vielen Pilgern benutzt wird. Die Quelle hat eine Jahrestemperatur von rund 45 °C.

## Geschichte
Der Badrinath-Tempel wurde ursprünglich als Pilgertempel im 9. Jahrhundert gebaut. Der indische Geistliche Adi Shankara erkundete damals die Gegend und entdeckte dabei die Tapt Kund Quelle. Der Tempel wurde schon oft renoviert, da Lawinen den Tempel beschädigt hatten. Darüber hinaus wurde er im 17. Jahrhundert von König der Garhwal erweitert. Im Jahr 1803 wurde der Tempel aufgrund eines Erdbebens fast komplett zerstört. Er wurde jedoch vom König der Region Jaipur wiederaufgebaut. Der Tempel ist einer der fünf Orte, an denen Hindus Opfer für deren Vorfahren darbieten.

## Legende
Das Dorf Badrinath wird des Öfteren in religiösen Texten erwähnt. Eine Legende besagt, dass der Gott Vishnu das Bergdorf damals besucht hat, um seine Enthaltsamkeit und seine Meditation zu trainieren. Seitdem zieht es Gläubige zum Meditieren nach Badrinath.
Es gibt jedoch zahlreiche weitere Legenden, die um Badrinath ranken.